# Narew (ЗРК)
Нарва (пол. Narew) — назва польської програми зі створення перспективного зенітно-ракетного комплексу малої дальності. Основним підрядником проєкту, що оцінюється у десятки мільярдів злотих буде Польська зброярська група.
Новий ЗРК має протидіяти більшості аеродинамічних цілей, таких як літаки і вертольоти, а також крилаті ракети. Він призначений для прикриття як авіабаз, так і угруповань сухопутних військ у взаємодії з ЗРК ближньої дії (такими як Poprad). Ракети «Нарви» ймовірно матимуть дальність дії близько 40 км (спочатку передбачалось 25 км).

## Огляд
Повідомляється, що ЗРК «Нарва» має зіграти важливу роль в протиповітряної оборони Польщі. Початкові припущення передбачали придбання 19 батарей (38 вогневих підрозділів), які мали надійти до 3-ї Варшавської ракетної бригади ППО, а також у зенітні полки сухопутних військ і, можливо, берегові частини ВМС. А це понад 100 пускових установок і, в залежності від конфігурації, до 2000 ракет. Таким чином, обсяг програми дуже широкий, а її вартість оцінюється приблизно в 30-40 мільярдів злотих у «повній» версії.
Наприкінці квітня 2021 року що міністр національної оборони Маріуш Блащак, під час візиту до Варшавської бригади ППО, повідомив про підписання висновків аналітичного і концептуального етапу програми ППО малої дальності Narew. Таким чином програма зможе перейти до етапу реалізації, включаючи переговори з підрядником, підписання контракту і початок поставок.

### Радар
Наразі найбільше відомо про радари, які вже або розроблені, або побудовані польською промисловістю, а саме компанією PIT-RADWAR, що належить PGZ. Функцію багатофункціональної РЛС управління вогнем в кінцевому підсумку виконуватиме станція Sajna, побудована в рамках проєкту NCBiR.
Вона являє собою радар класу АФАР (AESA) на телескопічній щоглі (що збільшує можливість виявлення і супроводу низьколетящих цілей). Водночас перші батареї Narew можуть бути оснащені легшою РЛС Bystra, яка вже готова (замовлення на серійне виробництво розміщене у 2019 році).
Своєю чергою, для початкового виявлення цілі будуть використовуватися станції PET-PCL (пасивна) і P-18PL (активна), також побудовані PIT-RADWAR в програмі NCBiR.

### Ракета
Що стосується ракет, то, за наявною інформацією, були враховані пропозиції кількох закордонних партнерів щодо створення виробничих потужностей в Польщі. В принципі, це мають бути ракети з активним наведенням (можливо, з можливістю тепловізійного наведення), які не потребують спеціальних радіолокаційних станцій і легко інтегруються в систему управління.
Розглядається використання ракет Barak-MX ізраїльської IAI, CAMM/CAMM-ER від MBDA, I-Derby (ER) та Python-5 від ізраїльської Rafael і ракети AMRAAM/AMRAMM-ER системи NASAMS запропоновані Kongsberg в співробітництво з Raytheon та запропоновані Raytheon у співпраці з Rafael SkyCeptor в «скороченій» версії.
Раніше у цьому проєкті планувала взяти участь й Україна. Так, у 2017 році, тодішній гендиректор Укроборонпрому Роман Романов, запропонував польському міноборони спільну розробку системи ППО малої дальності «Нарва» (робоча назва Р-27 ADS — Air Defence System) з використанням авіаційних ракет Р-27, які виготовляє ДАХК «Артем».